# Konstantinos Doumtsios
Konstantinos Doumtsios (Grieks: Κωνσταντίνος Δούμτσιος) (Serres, 20 september 1997) is een Griekse voetballer die doorgaans als centrumspits speelt. Op 3 februari 2025 verruilde hij VVV-Venlo voor FC Den Bosch.

## Carrière
Doumtsios maakte op 17-jarige leeftijd zijn profdebuut namens PAE Serres op 15 februari 2015 tijdens een met 2-0 verloren uitwedstrijd bij PAS Lamia. Na afloop van het seizoen verkaste hij naar de jeugdopleiding van Iraklis, maar kon vervolgens daar de stap naar het eerste elftal niet maken. Na omzwervingen via Panserraikos Serres, Aiginiakos FC, Doxa Drama, Panionios en AE Karaiskakis belandde hij bij Levadiakos, waarmee hij in 2022 naar de Super League promoveerde. Het verblijf op het hoogste niveau duurde slechts één seizoen.
Na de degradatie vertrok de spits naar Nederland voor een stageperiode bij TOP Oss, waar hij op 3 augustus 2023 een contract tekende voor een jaar met een optie voor een extra seizoen. Na afloop van het seizoen werd die optie niet gelicht. De transfervrije Griekse spits werd vervolgens opgepikt door VVV-Venlo, waar hij op 26 juni 2024 een contract tekende voor twee seizoenen met een optie voor een extra jaar. Op 3 februari 2025 werd bekend dat de Griek gaat spelen voor FC Den Bosch, waar hij een contract tekende tot medio 2026, met tevens een optie voor een extra seizoen. Zijn debuut aldaar maakte de spits op 7 februari 2025. In de met 1-0 verloren uitwedstrijd tegen De Graafschap verving hij in de eenenzeventigste minuut Danzell Gravenberch. Een week later startte de Griek in de met 0-1 verloren thuiswedstrijd tegen Telstar in de basis, maar moest na zesentwintig minuten geblesseerd vervangen worden door de speler die hij zelf een week eerder verving: Gravenberch. Bijna twee maanden later maakte Doumtsios zijn rentree. Uit tegen FC Dordrecht (4-0) kwam hij na negenenvijftig minuten als invaller binnen de lijnen. Op 2 mei 2025 maakte de spits tegen Helmond Sport zijn eerste doelpunt. In de vijftigste minuut schoot hij op aangeven van Byron Burgering de enige treffer van de wedstrijd binnen. Op 6 juni 2025 maakte FC Den Bosch bekend dat de Griek, ondanks een doorlopend contract, vertrekt bij de club.

## Statistieken
| 2014/15                           | Serres FC           | Football League | 10  | 0  | 0  | 0 | — | — | 10  | 0  |
| 2015/16                           | Iraklis             | Super League    | 0   | 0  | 0  | 0 | — | — | 0   | 0  |
| 2016/17                           | Iraklis             | Super League    | 0   | 0  | 0  | 0 | — | — | 0   | 0  |
| 2017/18                           | Panserraikos Serres | Football League | 29  | 4  | 1  | 0 | — | — | 30  | 4  |
| 2018/19                           | Aiginiakos FC       | Football League | 7   | 2  | 1  | 0 | — | — | 8   | 2  |
| 2018/19                           | Doxa Drama          | Football League | 17  | 6  | 0  | 0 | — | — | 17  | 6  |
| 2019/20                           | Panionios           | Super League    | 13  | 0  | 2  | 1 | — | — | 15  | 1  |
| 2020/21                           | AE Karaiskakis      | Super League 2  | 27  | 3  | 0  | 0 | — | — | 27  | 3  |
| 2021/22                           | Levadiakos          | Super League 2  | 28  | 5  | 4  | 1 | — | — | 32  | 6  |
| 2022/23                           | Levadiakos          | Super League    | 21  | 1  | 3  | 0 | — | — | 24  | 1  |
| 2023/24                           | TOP Oss             | Eerste divisie  | 36  | 6  | 1  | 0 | — | — | 37  | 6  |
| 2024/25                           | VVV-Venlo           | Eerste divisie  | 23  | 3  | 1  | 0 | — | — | 24  | 3  |
| 2024/25                           | FC Den Bosch        | Eerste divisie  | 7   | 1  | 0  | 0 | 4 | 1 | 10  | 2  |
| Carrièretotaal                    | Carrièretotaal      | Carrièretotaal  | 218 | 31 | 13 | 2 | 4 | 1 | 235 | 34 |
| Bijgewerkt tot en met 24 mei 2025 |                     |                 |     |    |    |   |   |   |     |    |

## Erelijst
Levadiakos
- Kampioen Super League 2: 2022